# Kaap Taenarum
Kaap Taenarum of Tainaron, is de plaats waar de toegangspoort naar de Onderwereld zich bevond in de Griekse/Romeinse mythologie. In de Georgica van Vergilius bezoekt Orpheus deze plaats tijdens zijn tocht naar zijn overleden echtgenote Eurydice.